# Euploea astrifera
Euploea astrifera är en fjärilsart som beskrevs av Hans Fruhstorfer 1910. Euploea astrifera ingår i släktet Euploea och familjen praktfjärilar. Inga underarter finns listade i Catalogue of Life.